# Gallikanizm

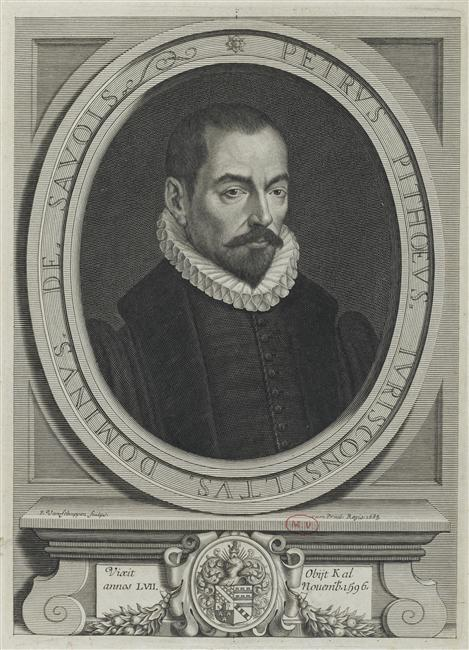
Portret Pierre'a Pithou

Gallikanizm – ruch polityczno-religijny we Francji, zmierzający do uniezależnienia Kościoła francuskiego od władzy papieskiej, ograniczenia uprawnień papieża wobec Królestwa Francji i wpływu papiestwa na państwo francuskie, na rzecz powiększenia uprawnień króla Francji w sferze kontroli nad kościołami i związkami wyznaniowymi, jak również uznania wyższości władzy świeckiej nad duchowną.
Rozwinął się od początków XV wieku, w szczególności na Uniwersytecie Paryskim, a zwłaszcza po soborach w Konstancji (1414) i Bazylei (1431) (Pragmatique Sanction de Bourges). Zaaprobowany przez kler francuski na synodzie w Bourges w 1438. Propagowany m.in. przez Piotra Pithou.
W 1516 roku, na mocy konkordatu zawartego między królem Franciszkiem I a papieżem Leonem X, królowie francuscy uzyskali prawo obsadzania biskupstw oraz wyższych stanowisk kościelnych. W 1682 r. pod naciskiem Ludwika XIV, uchwalono tzw. artykuły gallikańskie, głoszące m.in. niezależność królów francuskich od papieża, wyższość soboru nad papieżem, zależność jego władzy od prawa kościelnego i zależność jego nieomylności od zgody całego Kościoła. W roku 1690 papież Aleksander VIII ogłosił oświadczenie uznające artykuły gallikańskie za „ipso jure nieistniejące, nieważne, niemające skutków, pozbawione mocy od początku i na zawsze pozbawione jakiegokolwiek skutku prawnego; nikt nie jest wobec nich zobowiązany, nawet jeśli związany jest przysięgą”.
Gallikanizm znalazł poparcie jansenistów, a następnie części przywódców Rewolucji francuskiej. Do zasad gallikanizmu nawiązywał Napoleon I w ogłoszonych artykułach organicznych, uzależniając Kościół od państwa. Formalne przeprowadzenie rozdziału Kościoła od państwa we Francji w 1905 r. pomniejszyło znaczenie doktryny.
Wśród zasad gallikanizmu wymienia się następujące:
- król obsadza stanowiska biskupów i opatów
- król opiekuje się klerem francuskim i go kontroluje
- władze kościelne nie mogą wydawać zarządzeń w sprawach świeckich
- majątki kościelne są własnością króla, oddaną Kościołowi w użytkowanie
- zakony istnieją na podstawie przywileju królewskiego, który może zostać odwołany
- król ma prawo do zatwierdzania bulli papieskich
- kler francuski może się komunikować z papieżem za pośrednictwem króla

Założenie mówiące o braku własności majątków Kościoła zostało potem wykorzystane przez władze rewolucyjnej Francji, która skonfiskowała majątki Kościoła katolickiego.
Nazwę gallikanizm ukuto w XIX w. na określenie kompleksu tendencji o charakterze teologicznym i politycznym, dążących do zachowania swoistych tradycji liturgicznych oraz autonomii Kościoła francuskiego w stosunku do władzy Stolicy Apostolskiej. Można więc wyróżnić gallikanizm o charakterze kościelnym, wywodzący się z prądów soborowych i gallikanizm o obliczu politycznym. Ten ostatni określa się jako tendencję do umacniania kontroli władzy świeckiej nad obszarem spraw związanych z życiem Kościoła. Gallikanizm spotkał się z oporem ze Stolicy Apostolskiej i ze strony prądów w łonie francuskiego katolicyzmu, które akcentowały posłuszeństwo wobec Stolicy Piotrowej. Ostatecznie gallikanizm upadł wraz z orzeczeniem Soboru Watykańskiego I o nieomylności papieża w sprawach wiary i moralności.